# Nachtwachen
Nachtwachen ist ein satirischer Roman von August Klingemann, der 1805 in Penig bei Ferdinand Dienemann mit dem Zusatz „Von Bonaventura“ erschien. Er war Teil des Journals von neuen deutschen Original Romanen, in dem unter anderem auch Sophie Brentano und Christian August Vulpius publizierten. In der Forschung galt die Autorschaft des von der Kritik sehr hochgeschätzten Romans lange Zeit als ungeklärt, bis 1987 der Fund einer Handschrift in der Universitätsbibliothek von Amsterdam den Braunschweiger Dichter und Theaterdirektor August Klingemann als Verfasser bestätigte.

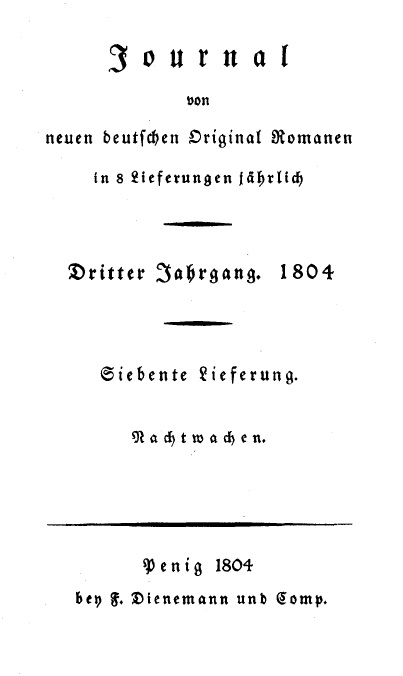
Titelblatt der ersten Ausgabe von 1804

## Form und Inhalt

### Form
Der Roman gliedert sich in 16 Episoden, die als „Nachtwachen“ bezeichnet werden. Unterschiedliche Textformen (Rede, Prolog, Briefwechsel, Gedicht, Essay oder Bildbeschreibung), die nicht zwingend der Handlung angehören, durchbrechen die erzählende Struktur des Textes und lassen ihn insgesamt unzusammenhängend und fragmentarisch erscheinen. Damit lehnt er sich an romantische Vorbilder wie Friedrich Schlegels Lucinde oder Clemens Brentanos Godwi an.

### Inhalt
Die Hauptfigur ist Kreuzgang, ein von der Welt verstoßener Nachtwächter, der nun allnächtlich durch die dunklen Gassen einer Stadt zieht und der Bevölkerung die Stunde abruft. Auf seinen Streifzügen trifft er auf die unterschiedlichsten Gestalten, die ihn zu Überlegungen anregen. Diese münden zumeist in eine Kritik an seiner Zeit. Kern dieser Missbilligungen ist die Sinnlosigkeit des Daseins. Wissenschaft, Religion und Kunst werden mit grotesken Bildern aufs Korn genommen. Die Ziele und Zwecke des einzelnen Menschen oder der ganzen Gesellschaft verneint Kreuzgang vehement. Mit den letzten Worten spricht der Roman ein dreifaches Nichts aus, was ihn stark in die Nähe des Nihilismus rückt. Versinnbildlicht wird dies vor allem mit der Metapher der Rolle. Die Tragödie des Menschen bestehe darin, dass letztlich alles bloß Schauspiel sei. Will man zu einem Grund vordringen – im Bild der Rollen-Metapher gesprochen: den Schauspieler hinter seiner Maske ausfindig machen – führe dieses Unterfangen unweigerlich ins Nichts. So schreibt Kreuzgang in der Vierzehnten Nachtwache in der Rolle des Hamlet:

„Es ist Alles Rolle, die Rolle selbst und der Schauspieler, der darin steckt, und in ihm wieder seine Gedanken und Plane und Begeisterungen und Possen – alles gehört dem Momente an, und entflieht rasch, wie das Wort, von den Lippen des Komödianten. – Alles ist auch nur Theater, mag der Komödiant auf der Erde selbst spielen, oder zwei Schritte höher, auf den Brettern, oder zwei Schritte tiefer, in dem Boden, wo die Würmer das Stichwort des abgegangenen Königs aufgreifen; mag Frühling, Winter, Sommer oder Herbst die Bühne dekoriren, und der Theatermeister Sonne oder Mond hineinhängen, oder hinter den Koulissen donnern und stürmen – alles verfliegt doch wieder und löscht aus und verwandelt sich – bis auf den Frühling in dem Menschenherzen; und wenn die Koulissen ganz weggezogen sind, steht nur ein seltsames nacktes Gerippe dahinter, ohne Farbe und Leben, und das Gerippe grinset die anderen noch herumlaufenden Komödianten an.“

Doch der Text lässt es bei dem nihilistischen Grundzug nicht bewenden. Es gibt eine Rolle, die das ganze Welttheater nicht höher bewertet, als es tatsächlich ist:

„Nun erscheint der Hanswurst wieder um ihn zu besänftigen und zu trösten, führt auch unter andern, als er es gar zu arg macht, ärgerlich an, wie albern es sei, wenn es einer Marionette einfiele über sich selbst zu reflektiren, da sie doch blos der Laune des Direktors gemäß, sich betragen müsse, der sie wieder in den Kasten lege, wenn es ihm gefiele. Dann sagt er auch manches Gute über die Freiheit des Willens und über den Wahnsinn in einem Marionettengehirne, den er ganz realistisch und vernünftig abhandelt; alles das um der Puppe zu beweisen, wie toll es eigentlich von ihr sei dergleichen Dinge sehr hoch zu nehmen, indem alles zulezt doch auf ein Possenspiel hinausliefe, und der Hanswurst im Grunde die einzige vernünftige Rolle in der ganzen Farce abgäbe, eben weil er die Farce nicht höher nähme als eine Farce.“

Kreuzgang will damit nicht nur die Rolle des Hanswurstes rehabilitieren – diese war von Johann Christoph Gottsched und Friederike Neuber von den Bühnen des 18. Jahrhunderts verbannt worden (siehe hierzu: Hanswurst) –, er weist mit der Aufwertung des Hanswurstes auch auf die einzig mögliche Einstellung hin, die er der allgegenwärtigen Maskerade gegenüber einnimmt. Ein anderes Beispiel ebendieser weltumspannenden Verstellung ist die Metapher von der Welt als Irrenhaus:

„Die Menschheit organisirt sich gerade nach Art einer Zwiebel, und schiebt immer eine Hülse in die andere bis zur kleinsten, worin der Mensch selbst denn ganz winzig stekt. So baut sie in den großen Himmelstempel an dessen Kuppel die Welten als wunderheilige Hieroglyphen schweben, kleinere Tempel mit kleinern Kuppeln und nachgeäfften Sternen, und in diese wieder noch kleinere Kapellen und Tabernakel, bis sie zulezt das Allerheiligste ganz en miniature wie in einen Ring eingefaßt hat, da es doch ringsum groß und mächtig um Berge und Wälder schwebt, und in der glänzenden Hostie, der Sonne, am Himmel emporgehoben wird, daß die Völker davor niederfallen. In die allgemeine Weltreligion, die die Natur mit tausend Schriftzeichen geoffenbart hat, schachtelt sie wieder kleinere Volks- und Stammreligionen für Juden, Heiden, Türken und Christen; ja die leztern haben auch daran nicht genug, sondern schachteln sich noch von neuem ein. – Eben so ist es mit dem allgemeinen Irrhause, aus dessen Fenstern so viele Köpfe schauen, theils mit partiellem, theils mit totalem Wahnsinne; auch in dieses sind noch kleinere Tollhäuser für besondere Narren hineingebaut.“

Der Protagonist ist in diesem Ragout seiner Aufzeichnungen aber auch auf der Suche nach seiner eigenen Identität. Er ist nämlich ein Findelkind, das von einem Schuhmacher und Alchimisten in einem Kreuzgang gefunden wurde. Seine Mutter ist ein „Böhmerweib“. Sie soll einen Pakt mit dem Teufel geschlossen haben und erzählt ihm in der Sechzehnten Nachtwache von seinem richtigen Vater, der, sobald Kreuzgang ihn berühren will, zu Staub zerfällt. Herkunft und Identität des Findelkindes bleiben daher bis zuletzt rätselhaft. Die Passage ist zugleich das Ende des Textes:

„»Wehe! Was ist das – bist auch du nur eine Maske und betrügst mich? – Ich sehe dich nicht mehr Vater – wo bist du? – Bei der Berührung zerfällt alles in Asche, und nur auf dem Boden liegt noch eine Handvoll Staub, und ein paar genährte Würmer schleichen sich heimlich weg, wie moralische Leichenredner, die sich beim Trauermahle übernommen haben. Ich streue diese Handvoll väterlichen Staub in die Lufte und es bleibt – Nichts!«
»Drüben auf dem Grabe steht noch der Geisterseher und umarmt Nichts!«
»Und der Wiederhall im Gebeinhause ruft zum leztenmale – Nichts!« –“

## Verfasserfrage
Die Urheberschaft des Romans war bis in die 1980er Jahre hinein umstritten. Die Germanistik hat den Text zeitweilig unter anderem Clemens Brentano, E.T.A. Hoffmann, Karl Friedrich Gottlob Wetzel und Caroline Schelling zugeschrieben. Jean Paul vermutete in seinen „Reminiszenzen und Lizenzen“ zu seinem „Gianozzo“, dass Friedrich Schelling der Autor sei. Dieser hatte nämlich 1802 im Musenalmanach von Schlegel und Tieck Gedichte unter dem Pseudonym „Bonaventura“ veröffentlicht. Aber auch Jean Paul selbst geriet unter Verdacht. Aufgrund der Forschungen Jost Schillemeits und Horst Fleigs kam zudem August Klingemann ins Spiel.
Ihre Beweise gründen sich auf interpretatorische und sprachstatistische Methoden, mit denen sie einzelne Wörter, Wortfolgen oder Motive aus den „Nachtwachen“ mit in Frage stehenden Autoren verglichen. Die größten Gemeinsamkeiten entdeckten beide in den Schriften Klingemanns. 1987 veröffentlichte schließlich Ruth Haag in der Zeitschrift Euphorion den Artikel „Noch einmal: Der Verfasser der Nachtwachen von Bonaventura“ und berichtete von einem besonderen Fund: In der Handschriften-Sammlung von Pieter Arnold Diederichs, die in der Universitätsbibliothek von Amsterdam lagert, befindet sich eine Liste der Veröffentlichungen Klingemanns, in der er handschriftlich vermerkt „Nachtwachen. Penig. Dienemann. 1804“ und somit die Nachtwachen sein Eigen nennt.